# コンラート・ブッカー
コンラート・ブッカー（Conrad Böcker、1870年 - 1936年）は、ドイツの体操選手である。彼はアテネオリンピックの体操競技で、平行棒団体競技 と鉄棒団体競技 においてドイツ代表チームの一員として金メダル2個を獲得した。

## 経歴
ブッカーは1870年に生まれたと推定されているが、生誕地などは明らかになっていない。
彼は、アテネオリンピックにドイツ代表チームの一員として出場した。合計で7つの種目に出場したが、個人競技でのメダル獲得は果たせなかった。ドイツ代表チームの一員としては、鉄棒団体競技と平行棒団体競技で金メダルを獲得することができた。

## オリンピックでの成績
| 年   | 大会               | 場所               | 種目       | 結果     |
| ---- | ------------------ | ------------------ | ---------- | -------- |
| 1896 | アテネオリンピック | アテネ（ギリシャ） | 跳馬       | 順位不明 |
| 1896 | アテネオリンピック | アテネ（ギリシャ） | 平行棒     | 順位不明 |
| 1896 | アテネオリンピック | アテネ（ギリシャ） | 平行棒団体 | 1位      |
| 1896 | アテネオリンピック | アテネ（ギリシャ） | 鉄棒       | 順位不明 |
| 1896 | アテネオリンピック | アテネ（ギリシャ） | 鉄棒団体   | 1位      |
| 1896 | アテネオリンピック | アテネ（ギリシャ） | つり輪     | 順位不明 |
| 1896 | アテネオリンピック | アテネ（ギリシャ） | あん馬     | 順位不明 |